# Maria Petit
Catharina Christina Petit, född 1661, död 1722, var en nederländsk skådespelare.
Hon var dotter till Jean Baptiste Petit (d. 1680) och Beatrix Rocataliata (d. 1687) och syster till skådespelarna Jan Petit, Catharina Petit och Isabella Petit. Hon var engagerad vid Amsterdamse Schouwburg från 1678 till 1718. 
Lite är känt om rollerna som Catharina Petit spelade, men det står klart att hon räknades som en av teaterns främsta krafter, något som avspeglades i hennes lön. Från åtminstone år 1693 och tjugo år framåt tycks hon ofta ha spelat de kvinnliga huvudrollerna på teatern tillsammans med sin syster Catarina Petit, och en samtida kritiker menade att om systerparet skulle lämna teatern skulle det inte finnas någon kvar med kapacitet att spela deras roller. 
Maria Petit betraktades tydligen som en förebild inom teatervärlden i Amsterdam. År 1738, besjöng skådespelaren och dramatikern Fredrik Duim Catharina och Maria Petit i samband med Amsterdamse Schouwburgs hundraårsjubileum: "Ingenting kunde göra detta systerpar ledsen att spela;/ Alla var förtjusta över Petites iver.' (Tummen, 16). 